# Super Survivor
Super Survivor jest albumem wydanym przez wokalistę Jpop, Hironobu Kageyamę. Został wydany 28 lipca 2008 roku w Japonii. Znajdował się na 188 miejscu w rankingu Oricon. Początkowo album miał być wydany 9 kwietnia, jednak premiera została przesunięta z nieznanych przyczyn. 
Album zawiera piosenki tytułowe z gier Dragon Ball Z: Budokai Tenkaichi 3, oraz Dragon Ball Z: Burst Limit, noszące tytuł "Super Survivor" i "Kiseki no Honō yo Moeagare!". Album zawiera zarówno japońskie wersje tych piosenek, jak i angielskie, którym zmieniono nazwy na "Finish'em Off" i "Fight It Out".

## Lista utworów
1. Super Survivor
2. 奇跡の炎よ燃えあがれ!
Kiseki no Honō yo Moeagare!
3. 孤独の果てのLove&Peace!!
Kodoku no Hate no Love & Peace!!
4. 銀河の星屑
Ginga no Hoshikuzu
5. Finish'em Off（Super Survivor 英語版）
Finish'em Off (Super Survivor Eigoban))
6. Fight it Out（奇跡の炎よ 燃え上がれ！！ 英語版）
Fight it Out ("Kiseki no Honō yo Moeagare!!" Eigoban)
7. Super Survivor（日本語版カラオケ）
Super Survivor (Nihongoban Karaoke)
8. 奇跡の炎よ 燃え上がれ！！（日本語版カラオケ）
Kiseki no Honō yo Moeagare!!/(Nihongoban Karaoke)